# Ruby Gloom
Ruby Gloom es una serie de televisión animada canadiense, producida por Nelvana Limited para YTV. Está basada en el personaje del mismo nombre y comenzó a transmitirse el 13 de octubre de 2006 en Canadá en la cadena original de YTV.
Esta serie se hizo popular en varios países de Latinoamérica por ser emitido en el canal Boomerang. En España también se emitió con su propio doblaje a partir el 10 de septiembre de 2007 por Cartoon Network. Sin embargo, dejó de emitirse en enero de 2008 para ser movida a Boomerang.

## Trama
La serie narra las aventuras de Ruby Gloom y sus amigos: Chico Calavera, Desgracia, Iris, Frank y Len, Miedoso el murciélago, Boo Boo el fantasma, Sr. Buns, Poe el cuervo y sus hermanos Edgar y Allan, etc. Todos ellos viven en la casa de Ruby, una mansión victoriana en una colina rodeada de un precipicio sin fondo a las afueras de Gloomsville.

## Personajes principales
- Ruby Gloom: Es una niña pelirroja con una personalidad alegre, optimista y muy tierna que ha sido nombrada "la niña más alegre del mundo", y la frase "el lado claro mirar" la usa para dar ánimos. Siempre ayuda a sus amigos cuando estos se encuentran en problemas y trata de ayudarlos en momentos difíciles, como en el episodio "Sin cabello: el Musical", que se divide en dos partes, cuando Chico Calavera decide irse con "Los Esqueléticos" y todos lo extrañan Ruby intenta animarlos. También está muy enamorada de Chico Calavera que es uno de sus amigos. Y estuvo a punto de confesar sus sentimientos hacia él en el episodio "Luz de Sol" cuando Iris, Chico Calavera y ella quedan atrapados en una cueva debido a un derrumbe que Iris ocasiona. Igual disfruta de tener tiempo para escribir en su diario o coser. Ruby usa un vestido negro con unas medias ralladas color amarillo con rojo y su mascota es Doom Kitty.

- Doom Kitty (Fatum en Polonia): Es una gata de color negro que solo sabe comunicarse por señas. Tiene un adorno rojo con una llave en el cuello y quiere mucho a su ama Ruby. Le molesta que los otros no le entiendan. Doom ha demostrado tener una vida curiosa y no tiene reglas ni principios, también es una gran artista ya que hizo un retrato de Miedoso (posiblemente le gusta), también se demostró que no se olvida cuando se burlan de ella (se puso pintura roja y le hizo creer a Boo-Boo que estaba sangrando).

- Iris: Es una chica cíclope (tiene un solo ojo) de largo cabello negro, tiene una personalidad aventurera y le fascina hacer cosas arriesgadas aunque casi siempre se tropieza, incluso estando en medio del aire. Siempre causa desastres debido a sus juegos arriesgados, una vez destruyó la habitación de Chico Calavera y hasta causó un derrumbe en una cueva en el episodio "Luz de Sol" provocando que Ruby, Chico Calavera y ella se quedaran atrapados. También ayudó al Sr. Mambo a crear juegos mecánicos. Cuando tropieza siempre dice la frase "Estoy bien", probablemente le gusta chico calavera porque en el episodio Ruby cubed (Ruby al cubo) chico calavera se pone un sombrero con el que enamora a las chicas.

- Desgracia (Misery en inglés, Makabra en Polonia y Miserias en España): Misery es alta y delgada, Es una niña de cabello negro con un velo púrpura, sus ojos son grandes y llorosos y su piel es de un tono morado pálido. Es la mayor de las tres y como lo dice su nombre, Desgracia está rodeada por la mala suerte, cuando camina por la casa suele hacer daños accidentalmente al pasar cerca de los objetos (especialmente del cuadro el grito que siempre grita cuando pasa por ahí); también provoca accidentes a sí misma y a los demás, como caerse de algún lugar o lo más común, que le caiga un rayo sin previo aviso; incluso en ciertas ocasiones puede provocar cambios en el clima como huracanes y tornados y hasta provocar terremotos (solamente que salte la cuerda); duerme sobre una cama de clavos y su cuarto es un lugar frío y oscuro, como un calabozo. A pesar de que le pasan muchas cosas malas ella no deja que su mala suerte la deprima. Sus frases más comunes es "oww" y "ups". Desgracia es una increíble cantante, solo cuando duerme, ya que si está despierta, grita de forma tenebrosa, además el azúcar la pone hiperactiva y probablemente también le guste chico calavera por las mismas razones que iris.

- Chico Calavera (Skull Boy en inglés y Czaszka en Polonia): Es un chico con forma de esqueleto. Chico calavera es multitalentoso, tanto para las artes como la ciencia. En cada una de esas actividades dice que sus antepasado pudieron dedicarse a esa actividad, aunque realmente no sabe mucho de su árbol genealógico incluso en un episodio se quiso ir con los esqueléticos porque eran físicamente parecidos a él pero descubrió que su familia está con Ruby y los demás. Chico Calavera ha demostrado tener muy buena vista, ya que puede ver las pulgas perfectamente y pudo ver en el ojo de Ruby que estaban Frank y Len. Ha habido momentos en los Chico calavera ha demostrado estar enamorado de Ruby.

- Frank y Len (Franek y Lesio en Polonia): Frank y Len son dos cabezas en un mismo cuerpo, se caracterizan porque Frank es muy inteligente a diferencia de Len que es un poco torpe. Tienen un grupo de rock llamado RIP (descansa en paz) formado por ellos dos y en ciertas ocasiones por Desgracia o Miedoso. Ellos tocan la guitarra y saben que a Ruby le gusta Chico Calavera pero prometieron guardarle el secreto.

- Poe: Es un cuervo culto (le gusta la cultura) y dice ser descendiente de Paco, el perico de Edgar Allan Poe. Poe es el único cuervo que puede hablar, al contrario de sus hermanos Edgar y Allan. Poe suele ser algo egocéntrico y presume de su sabiduría.

- Miedoso (Scaredy Bat en inglés, Straszek en Polonia y Susto en España): Es un murciélago muy asustadizo, le teme a todo, lo único a lo que parece no temerle son a las galletas y los mosquitos (su bocadillo favorito). En el episodio "con los pies en la tierra". Miedoso enfrentó su miedo a volar, pero no se sabe si lo ha superado realmente. Miedoso aprendió a sacar varios de sus temores gracias a su galleta de la suerte (cuando Ruby le aconsejó aferrarse a un objeto cuando tuviera miedo), También ayudó al hada de los dientes a conseguir trabajo.

Aparece de vez en cuando como el baterista de RIP.
- Boo Boo: Es el fantasma de la mansión cuyo trabajo es asustar a la gente (especialmente a Miedoso, quien siempre es sorprendido por Boo Boo), le encantan las bromas. Lo negativo para Boo Boo es que en algunos casos los habitantes de la mansión lo describen como un personaje lindo en vez del personaje aterrador que quiere demostrar. A Boo Boo le gustan mucho las bromas, razón por la cual siempre es castigado por Los Señores Blanco.

- Sr. Buns(Mr. Buns en inglés y Pan Bułka en Polonia): Es una media rellena con forma de conejo negro que fue cosido a mano por Ruby. Los residentes lo denominan como un residente más, aunque nunca se ha visto que se mueva o hable el mismo, pero cambia de lugar cuando nadie lo ve. Desapareció una vez mientras jugaban a las escondidas, resulta que fue Chico Calavera que lo había metido a la lavadora.

Todos estos personajes ganaron el premio de la amistad en El Último Tren a Gloomsville parte 2

## Personajes Secundarios
- Edgar y Allan: Son los dos cuervos hermanos de Poe, que viven en la mansión con él. Sin embargo de ellos tres, Poe es el único cuervo que puede hablar ya que a Edgar y Allan no se les ha visto hablar en ningún episodio, Edgar y Allan son como los guardaespaldas de Poe. Sus nombres son una alusión del Poeta Edgar Allan Poe.
- Squig: Es el mejor amigo de Iris y es un gusano gigante que vuela, Iris lo encontró en una de sus aventuras en el mar (bajo el ancla cuando squig estaba ahí y golpeo un pulpo y squig se fue a la superficie), normalmente los gusanos no vuelan pero al parecer alguien olvido decírselo a Squig. Y mientras el crecía y crecía también crecía su amistad con Iris.
- Venus: Es la planta carnívora que Iris planto para una feria de ciencias, solía ser una planta salvaje pero después de comerse el corazón de Papa Robot (un invento de Chico Calavera para la feria de ciencias) se volvió amable con las personas. Venus aprendió a hablar gracias a Iris y se volvió una gran escritora, pero para desventaja de muchos ella es muy gritona.
- Sr. Blanco & Sr. Blanco (Mr. White & Mr. White en inglés): Son los líderes de la familia fantasma y jefes de Boo Boo, tienen un aspecto muy al estilo de la mafia y les gusta comer spagueti. Están orgullosos de haberse conocido entre sí.
- Sr. Mambo (Mr. Mumbles en inglés): Es el vecino de Ruby, es un señor viejo que vive en una casa de cristal que tiene un parque de diversiones dentro, la primera vez Poe lo confundió con un psicópata que quería deshacerse de sus amigos, pero luego se dio cuenta de que es buena persona. El Sr. Mambo crea juegos mecánicos que hacen que la gente se ría, Iris lo ayuda en muchas de sus atracciones aunque a veces tienen diferencias ya que Iris prefiere la emoción y el Señor Mambo la risa. Tiene un sapo llamado Socrates.
- Socrates: Es el sapo del Señor Mambo, a pesar de ser un sapo algo tímido siempre acompaña al Sr. Mambo hasta en sus atracciones más peligrosas.
- Esqueleti: Aparece en algunos episodios. Es un hombre esqueleto que usa un sombrero de paja, tiene dos dientes de oro y usa un pendiente en la cuenca del oído derecho. Dirige un grupo de músicos esqueletos llamados “Los Esqueléticos”.
- La Luna: Es quien canta la canción de la entrada, aparece en toda la serie siempre viendo lo que la pandilla hace. Tiene un segundo rostro (Luna azul) que a veces suele mostrar con Desgracia, representando la Oscuridad y con Ruby su lado claro representando la claridad.
- Los Conejos de Polvo: Son un vasto grupo de conejos negros hechos de polvo que no pesan nada y el más mínimo soplo los puede desaparecer, aparecen casualmente la mayoría de las veces cuando están limpiando con escoba, etc. Iris y Desgracia suelen hablar o jugar con ellos.
- Guillberd: Es la pulga mascota de Chico Calavera y es el líder de un grupo de pulgas malavaristas (en el episodio Población de mascotas y La venus de Gloomsville (el aparece)
- Abner: Es el ratón de la mansión y es amante del queso, en el episodio "Población de mascotas" Poe creyó que sería una buena mascota pero se dio cuenta de que se comía todo el queso, a veces aparece con otro ratón y en un corto ayuda a Chico Calavera a probar la invención del nuevo queso.
- Papá Calavera: Un robot que Chico Calavera construyó para ganar la feria de ciencias de Gloomsville, el robot se sale de control creyendo que el proyecto de Ruby podría hacerlos perder, decide destruirlo. Después de hacerlo se sobrecalienta y se destruye.
- Conejito: Un conejo que llegó a la casa, en realidad un ladrón que fingiendo estar enfermo, intento salirse con la suya, al final fue vencido por Doom en su propio juego, la pandilla al darse cuenta de la verdad lo echan.
- Ma y Roy Calavera: Son dos gitanos rusos que se hicieron pasar por parientes de Chico Calavera para obtener una recompensa que este ofrecía. Fueron descubiertos por Desgracia. Tienen un perro, son muy supersticiosos y les gusta hacer un platillo llamada Ruta Vaga
- Ciudadanos de Gloomsville: Algunos se destacan por su apariencia, uno se asemeja a un zombi, otro es una mujer de cara angosta y larga que parece un cadáver y otro parece haber sido quemado por ácido.

## Episodios
Estos son todos los episodios que contiene la serie con nombre en inglés y traducidos al español.

### Temporada 1
- Gloomer Rumor (Rumor Terrorífico): Ruby planea una fiesta sorpresa para todos, y para que no la descubran trata de evitar a sus amigos. Cuando Iris malinterpreta la situación, les dice a todos que Ruby se marchará y que deben evitarlo. Frank y Len creen que Ruby morirá, así que preparan su funeral.
- Grounded In Gloomsville (Con los Pies en la Tierra): Miedoso confiesa que nunca ha volado porque le aterran las alturas, así que sus amigos deciden ayudarlo a superar su miedo.
- Doom With A View (Doom ve Cosas): Doom empieza a ver fantasmas y trata de advertirles a todos lo que ve, (Boo Boo), pero nadie la comprende. Mientras, Boo Boo trata de asustar a cada uno de los habitantes de la mansión para poder ser un fantasma verdadero.
- Mising Buns (Extrañando a Buns): Todos juegan a las escondidas y se dan cuenta de que el señor Buns no aparece, creyendo que ha desaparecido misteriosamente.
- Iris Spring Eternal (Los Resortes de Iris): Ruby y sus amigos se quejan de que Iris no controla su entusiasmo, ya que ella se la pasa haciendo destrozos. Cuando Iris desaparece por un túnel que causó con sus resortes, sus amigos deciden buscarla bajo tierra.
- Science Fair Or Foul (Feria de Ciencias): La feria de Ciencias se acerca y Chico Calvarera crea un Robo-Padre para que lo ayude en su proyecto, pero el Robo-Padre sale de control y empieza a destruir toda la competencia. Mientras, Iris crea a Venus, una planta carnívora que come todo lo que encuentra.
- Poe-Ranoia (PoeRanoia): Poe se fractura una pata y es forzado a quedarse observando el paisaje con un telescopio en el cuarto de Chico Calavera. Cuando el señor Mambo se muda a la casa de cristal, Poe empieza a sospechar que es un psicópata que quiere asesinar a sus amigos. Mientras, Frank y Len tratan de mudarse a la mansión de Ruby.
- Unsung Hero (Una Voz en la Noche): Cuando Frank y Len no encuentran a una vocalista para RIP, escuchan una voz en la noche que es melodiosa, la cual es de Desgracia, quien canta bien solo cuando está dormida. Mientras, Poe trata de convencer a Chico Calvera de que él estuvo en una banda de Rock y participó en el Gloomapalooza.
- Quadro Gloomia (Quadro-Gloomia): Frank y Len le piden a Ruby ayuda para que les haga un traje de roqueros. Cuando ellos caen noqueados se dan cuenta de que están viendo la misma escena desde los ojos de Desgracia, Iris, Doom y al final de Ruby.
- Skull Boys Don't Cry (El Club del Miedo): Es el día de los Clubes y Chico Calvera no encuentra uno en el que pueda encajar bien. Cuando él conoce a Esqueleti y su banda, se une a ellos y trata de mostrarlos a sus amigos, pero nadie puede verlos.
- Bad Hare Day (El Conejito): Un conejito rosa llega a casa de Ruby y todos lo adoran cuando en realidad solo quiere robar las pertenencias de todos haciéndose pasar por adorable. Cuando Doom se da cuenta, el conejito empieza a hacer que olviden a Doom, y esta se va.
- Happy Yam Ween (Feliz Yam Ween): Es víspera de Yam Ween y Ruby se esfuerza por hacer el mejor Yam Ween de todos, pero se obsesiona con su lista. Iris, Poe, Frank, Len y Chico Calavera rompen la campana de Yam Ween y creen que han arruinado ese día tan especial.
- Ruby Cubed (Ruby al Cubo): Chico Calavera actúa en una obra junto a Ruby, pero tiene nervios en una escena de amor. Él encuentra un sombrero que lo convierte en actor y Desgracia e Iris se enamoran de él. Cuando ellas se dan cuenta de que a Chico Calvera le gusta Ruby, empiezan a fingir ser Ruby. Mientras, Miedoso está tratando de superar su miedo a la actuación.

### Temporada 2
- Shaken, Not Scared (Nervioso pero no Asustado): Los señores Blanco le advierten a Boo Boo que si no deja las bromas y comienza a asustar se lo llevaran de la casa de Ruby, mientras que Ruby ayuda a Miedoso a dejar de tener miedo.
- Once In A Blue Luna (El Monstruo Lunar): Es una noche con luna azul y Ruby cuenta la leyenda del monstruo lunar, el cual aparece cada noche con luna azul. Todos salen a acampar y esperan la llegada del monstruo.
- Time Flies (El Tiempo Vuela): Chico Calavera construye una máquina del tiempo para ver a sus antepasados, pero termina visitando a Paco, el ancestro de Poe y lo trae al futuro. El problema empieza cuando la máquina se destruye y por traer a Paco al futuro, Poe empieza a desaparecer.
- Lucky Me (Que Suerte Tengo): Chico Calavera, Iris y Desgracia pertenecen al equipo para ganar el trofeo Gran Cerebro de Gloomsville, pero Chico Calavera pierde su amuleto de la suerte que, según el, lo ayuda a responder todas sus preguntas correctamente.
- Misery Loves Company (Desgracia y Compañía): Es el aniversario de Desgracia desde que la rescataron del témpano de hielo y Ruby trae a sus primas, Molestias y Dolores. Pero Desgracia sabe que cuando ellas se juntan hay una segunda era glacial y trata de separarlas.
- Sunny Daze (Luz de Sol): Desgracia se va de viaje y al irse, aparece el Sol, cuando el Sol empieza a quemar todo, los chicos se esconden en el cuarto de Desgracia e intentan traerla de regreso.
- Broken Records (Rompiendo Records): Iris trata de romper un récord para entrar en la lista, pero todos sus intentos terminan en récords para los demás. Ella se enfada y termina rompiendo su amistad con Ruby.
- Gloomates (Compañeros de Apartamento): La habitación de Chico Calavera es destrozada por una acrobacia de Iris, por lo que Poe se ofrece a hospedarlo en su habitación, pero cuando Chico Calavera cree que desciende de una línea de holgazanes, entra en desacuerdo con Poe.
- Tooth Or Dare (La Muela del Juicio): A Miedoso se le afloja una muela y todos le dicen que el hada de los Dientes lo visitara, por lo cual él se aterra.
- Venus De Gloomsville (La Venus de Gloomsville): Venus, la planta de Iris, trata de escribir una historia basada en Cenicienta. Cuando ninguna de sus ideas funciona, trata de oír su historia de las palabras de Frank, Len, Poe y Chico Calavera.
- Seeing Eyes To Eyes (El Mejor Parque de Diversiones): Iris y el Señor Mambo trabajan juntos para hacer el mejor parque de diversiones pero entran en diferencias porque el señor Mambo quiere que sus juegos causen risas mientras que Iris quiere que sus juegos diviertan a la gente.
- Name That Toon (Adivina la película): Chico Calavera trata de crear una película así que empieza haciéndola con ellos mismos como actores. Cuando las ideas de Chico Calavera no salen bien, empieza a cambiar los formatos de la película una y otra vez.
- Skull In The Family (La Familia de Chico Calavera): Unos supuestos parientes de Chico Calavera llegan a la casa de Ruby reclamando ser su Madre y un Primo. Mientras, Desgracia descubre que todo es una mentira y que no son sus verdaderos parientes.

### Temporada 3
- Writing In The Wall (Escrito en la Pared): Miedoso encuentra un escrito en el cuarto de lavado donde muestra a la antigua reina egipcia, muy parecida a Ruby.
- Déjà-Vu Again (Y Todo Vuelve a Suceder): Ruby es la anfitriona de la feria de Gloomsville, pero todos sus intentos salen mal. Lo curioso es que el día se repite una y otra vez y parece no tener fin, causando la locura de Ruby.
- Ubergloom (Utah y Gunter): Utah y Gunter, 2 niños alemanes (Similares a Hansel y Gretel), llegan a Gloomsville y se hospedan en la mansión de Ruby. Después de un tiempo, empiezan a creer que los habitantes quieren matarlos, así que tratan de escapar. Mientras Frank y Len sufren un bloqueo mental y ya no pueden componer canciones.
- Pet Poepulation (Población de Mascotas): Chico Calavera organiza un concurso de mascotas, Iris prepara a Squig, Desgracia a sus conejitos de polvo, Frank y Len a una roca y Ruby con Doom, pero Poe se decepciona porque él no tiene mascota, así que Ruby lo ayuda a conseguir una.
- Hair (Less) The Musical Pt1 (Sin Cabello el Musical 1era. Parte): Chico Calavera se pregunta de su origen y se va de la ciudad junto a los Esqueléctricos.
- Hair (Less) The Musical Pt2(Sin Cabello el Musical 2.ª. Parte): Continuación del episodio anterior. Ruby y sus amigos van en busca de Chico Calavera porque lo extrañan y se dan cuenta de que no pueden vivir sin el.
- Beat Goes On (La Música no Para): Miedoso se obsesiona con ser baterista y empieza a molestar a todos con el ruido. Cuando oye que es insoportable, se va.
- Out Of This World (Fuera de Este Mundo): Chico Calavera hace un experimento causando que el sótano de la casa explote y la envie al espacio, cuando quedan atrapados en la órbita lunar Frank, Len y Poe tratan de traerlos de regreso.
- Forget Me Not (No me Olvides): Chico Calvera ensaya su truco de magia con Iris y la parte en dos, cuando busca su varita mágica, se golpea en la cabeza y pierde la memoria y todos tratan de ayudarlo a recuperarla.
- Frank and Len: Unplugged (Frank y Len Acústicos): Frank y Len hacen un Rockumental dirigido por Desgracia y se pelean al no coincidir en todo. Así que terminan a la banda.
- I'll Be Home For Misery (Estaré en Casa por Desgracia): Es la Reunión anual de la familia Desgracia y todas llegan a casa de Ruby, pero no se llevan bien por lo que todos se esfuerzan en divertirlas lo que resulta muy bien y no quieren marcharse causando que el desastre se desate.
- Disaster Becomes You (El Desastre le Sienta Bien): Es viernes 13 y la suerte de Desgracia se invierte causándole mala suerte a todos, mientras ella les ayuda a lidiar con la mala suerte hasta que sea Sábado 14.
- Last Train To Gloomsville Pt1 (Último Tren a Gloomsville 1era Parte): Todos se van de vacaciones en un tren a buscar a Doom y Poe revela tener miedo a los trenes y se dan cuenta de la presencia de un hombre misterioso, cuando tiempo después Poe desaparece y no hay maquinista todos sospechan del hombre misterioso.
- Last Train To Gloomsville Pt2 (Último Tren a Gloomsville 2.ª Parte): Continuación de Capítulo anterior. Todos buscan al hombre misterioso y a Poe y se dan cuenta de que él es el Juez de un concurso de amistad que todos ganan, y con las fotografías encuentran a Poe que estuvo encerrado en el baño todo el tiempo.

### Personajes ausentes
En algunos Episodios de la Serie algunos de los Personajes se Ausentan de estos, los personajes faltantes en los episodios mencionados solo se ausentan en el episodio y no en los mini Sketch de los Inicios y los Finales.
- Ruby: Aparece en Todos Los Episodios.

- Doom: Extrañando a Buns, Ruby al Cubo, Que Suerte Tengo, Luz de Sol, Utah y Ghunter, La Muela del Juicio y Último Tren a Gloonmsville 1.ª Parte. Se le Menciona en el Episodio "Último Tren a Gloonmsville 1.ª Parte" pero no aparece en él.

- Iris: Extrañando a Buns, El Conejito, Nervioso pero no Asustado, El Tiempo Vuela y Escrito en la Pared. Aparece en un cuadro en el episodio Extrañando a Buns pero por un corto periodo de tiempo.

- Desgracia: El Mejor Parque de Diversiones.

- Chico Calavera: Doom ve Cosas, El Conejito y La Muela del Juicio.

- Frank y Len: Extrañando a Buns, Nervioso pero no Asustado, El Tiempo Vuela y Que Suerte Tengo. Se les Menciona en el Episodio "El Tiempo vuela" pero no aparecen en él.

- Poe: Doom ve Cosas, Quadro-Gloomia, Nervioso pero no Asustado, Monstruo Lunar y Estaré en Casa por Desgracia.

- Miedoso: Rumor Terrorífico, Doom ve Cosas, Feria de Ciencia, El Conejito, Que Suerte Tengo, Compañeros de Apartamento, La Venus de Gloomsville, La Mejor Feria del Mundo, Y Todo Vuelve a Suceder y Población de Mascotas.

## Videojuegos
Aunque ningún distribuidor ha sacado juegos, gracias a la tecnología Flash se pudieron crear dos.

### Ruby Gloom: Hell In Gloomsville
Es una versión violenta de la serie, basado en una forma belíca de la serie, donde se tiene que destruir zombis, demonios, etc.

### Bad Day Hare
Un juego de plataforma, tipo Mario Bros, basado levemente en el episodio del mismo nombre.

## Reparto
Inglés -  Canadá:
- Sarah Gadon - Ruby Gloom - Molestias
- Stacey DePass - Iris - Dolores
- Emily Hampshire  - Desgracia
- Scott McCord - Chico Calavera
- Adrian Truss - Poe
- David Berni - Frank
- Jeremy Harris - Len
- Barbara Mamabolo - Boo Boo
- Peter Keleghan - Miedoso

- Datos: Q2165339